# Vera Nebolsina
Vera Nebolsina (Tomsk, 16 de Dezembro de 1989) é uma Grande Mestra de Xadrez russa e ex-campeã mundial júnior.
Ela venceu os Campeonato Nacional da Rússia sub-8) aos 7 anos, o Campeonato Mundial Júnior sub-10 aos 8 anos.
Em 2007, aos 17 anos, venceu o Campeonato Mundial Júnior o que a qualificou a receber o título de WGM.  Em 2004 ela já havia se tornado WIM.
Atualmente é colunista num portal de xadrez russo, onde conta sobre as suas viagens pelo mundo com as palestras sobre xadrez.